# انقلاب ذاتي

الانقلاب الذاتي هو شكل من أشكال الانقلاب الذي يحدث عندما يقوم زعيم أي بلد، على الرغم من وصوله إلى السلطة بالوسائل القانونية، بحل أو تجاهل السلطة التشريعية ويمنع أعضاءها من ممارسة وظائفهم.
وتُفرض بصفة غير قانونية سلطات استثنائية لم تمنح في ظل الظروف العادية. قد تشمل الإجراءات الأخرى المتخذة إلغاء دستور الأمة، وتعليق عمل المحاكم المدنية وجعل رئيس الحكومة يتولى سلطات دكتاتورية.